# Пентхаус
Пентхаус (англ. penthouse) — окреме житло на верхньому поверсі (або кількох поверхах) багатоповерхового будинку, яке має велику власну терасу. Структура пентхауса створює ефект ізольованої від навколишнього середовища власної оселі, вілли, маєтку — в щільно забудованих центрах великих міст, або міських агломерацій. По суті це окремий від усього комплексу і його жителів простір на верхівці будівлі. Обов'язково з власною відкритою терасою, панорамним склінням, високими стелями, виходом на експлуатований дах, індивідуальним ліфтом та відсутністю сусідів на поверсі. Окрім тераси пентхаус може бути обладнаний «зимовим садом», басейном, тощо. 

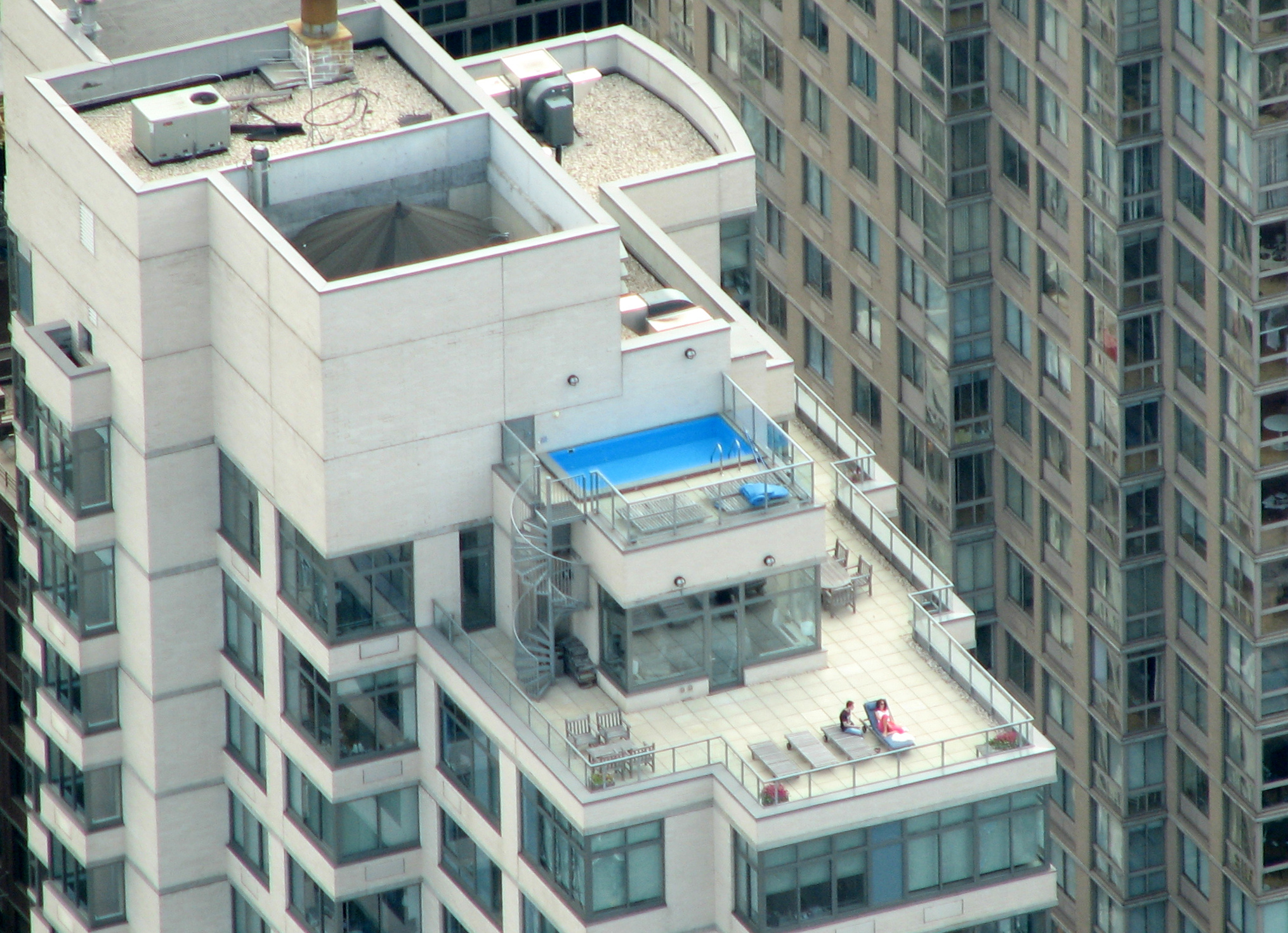
Пентхаус в центрі Нью-Йорка (вид з Емпайр-Стейт-Білдінг)

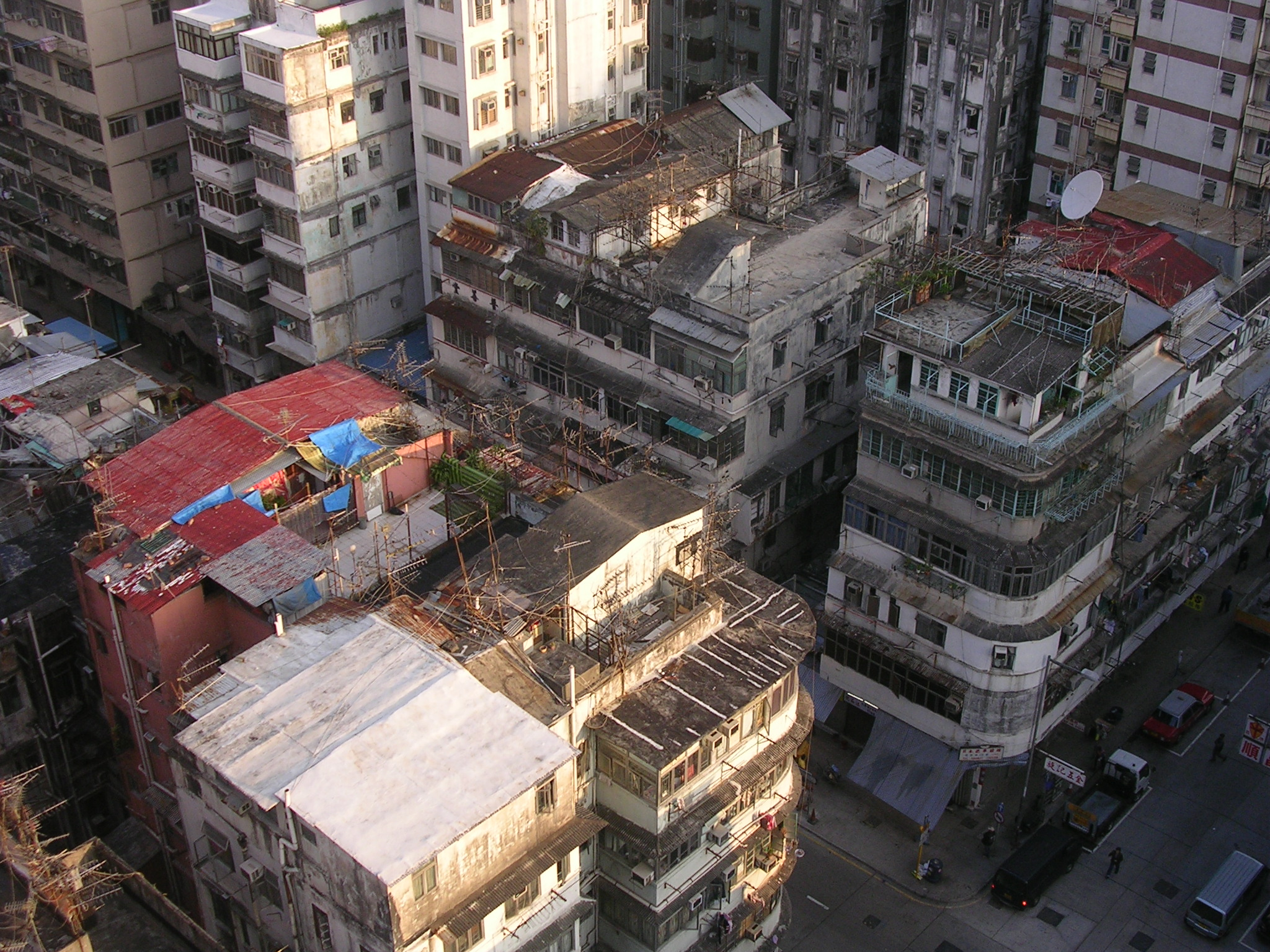
Пентхаузи на дахах старих будинків в Гонконгу

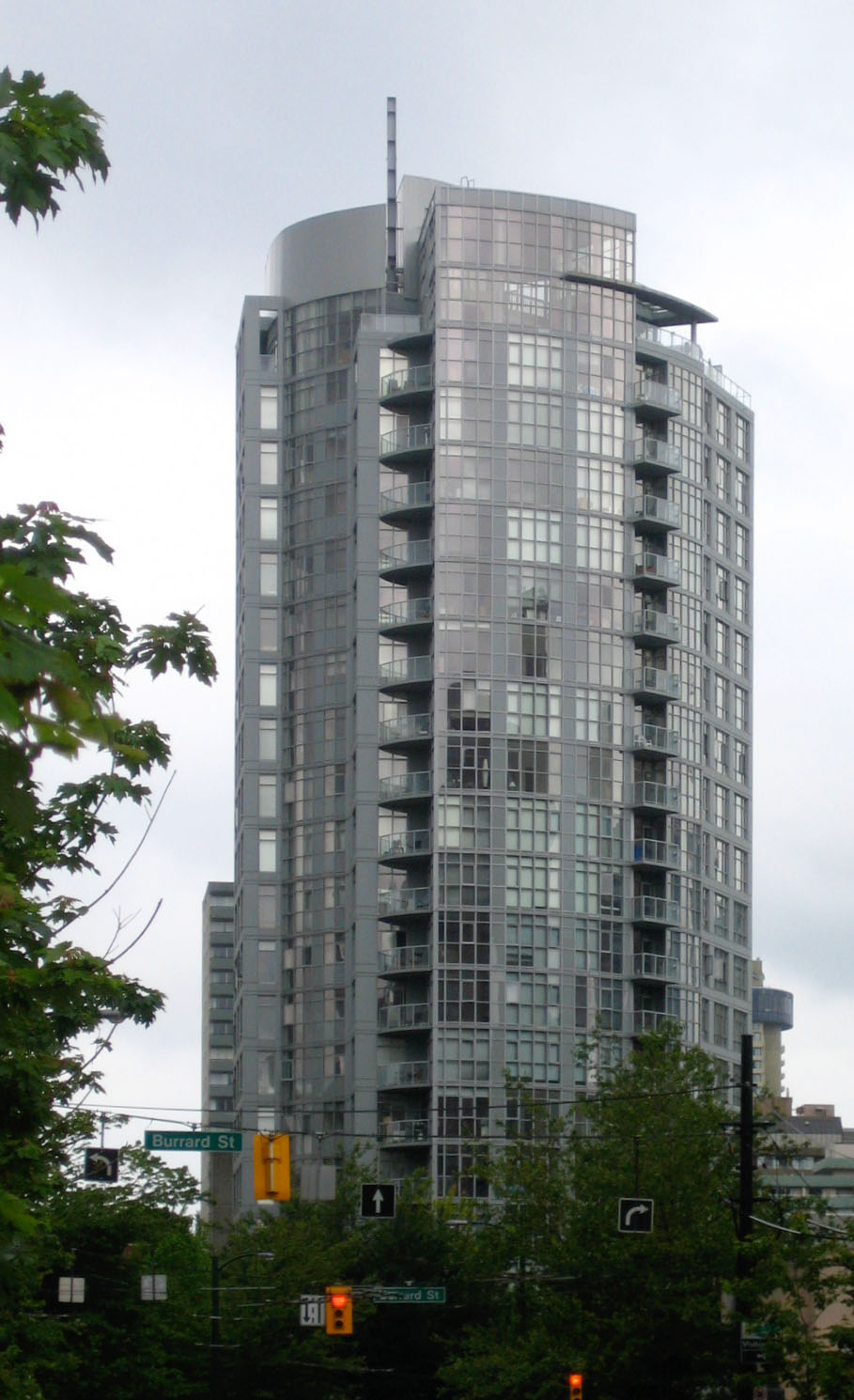
Пентхаус в Ванкувері

Подібна структура може містити верхню частину шахти ліфта, обладнання для кондиціонування повітря або сходи, які ведуть на дах. Вона також може використовуватися для мешкання або як підсобне приміщення. Зазвичай пентхаус розташований позаду вертикального фасадного боку будівлі, таким чином передбачені відкриті майданчики або тераси з одного або більше сторін. Проте в сучасній практиці архітектори та агенти з оренди квартир і будинків відносять термін «пентхаус» до верхнього поверху будь-якої будівлі, незалежно від розташування щодо фасаду.
Незважаючи на те, що в наш час слово «пентхаус» означає розкішні і дорогі апартаменти, звідки відкривається панорамний вид, історично пентхаус був усього лише прибудовою з односхилим дахом, навісом або іншою невеликою будовою, яка прилаштовується до порівняно великої будівлі. В Середньовіччі пентхаус був важливим елементом мистецтва облоги, оскільки був тимчасовою спорудою, яка захищала війська в той час, коли вони готувалися до наступу на обложене місто. Перші пентхауси зародилися в Нью-Йорку. Спочатку це було житло на технічних поверхах для жебраків. Згодом все кардинально змінилося. Верхівки будівель стали прерогативою еліт.

###### Пентхаус в Україні
Пентхаус — це будинок на хмарочосі. Але наявні на українському ринку «пентхауси» — це плоди маркетингу. Українські забудовники не відмовляються оперувати терміном «пентхаус» і позначають їм звичайні дворівневі квартири на останніх поверхах. Як наслідок, дворівневу квартиру на останньому поверсі часто плутають з пентхаусом, але не слід помилково ототожнювати ці поняття. Це все ж різні види нерухомості.
Наприклад, квартир на поверсі може бути кілька, а пентхаус — це особняк, що займає весь поверх.
Для дворівневих квартир не обов'язкова наявність тераси і високих стель, а для пентхауса наявність цих факторів є неодмінною.
І навпаки, квартира може бути і з терасою, і з високими стелями, але це не робить її пентхаусом, бо сама його суть не передбачає сусідів на поверсі.